# Lycus minutus
Lycus minutus är en skalbaggsart som beskrevs av Green 1949. Lycus minutus ingår i släktet Lycus och familjen rödvingebaggar. Inga underarter finns listade i Catalogue of Life.